# Sistema Metropolitano BRT
O Sistema Metropolitano BRT, conhecido anteriormente como Sistema Integrado Metropolitano Anhanguera, é uma divisão sistêmica da RMTC Goiânia destinada exclusivamente a operação em modalidade Bus Rapid Transit, compreendida pelos corredores de transporte coletivo do BRT Leste-Oeste (conhecido anteriormente como Eixo Anhanguera) e do BRT Norte-Sul, localizados na Região Metropolitana de Goiânia, no estado brasileiro de Goiás. O sistema conta com 14 linhas principais e é atendida por todas as consorciadas da RMTC Goiânia, contando com veículos elétricos e a combustão equipados com ar-condicionado, carregadores de celular e Wi-Fi.
A divisão sistêmica se iniciou no ano de 2014, quando as extensões metropolitanas do então Eixo Anhanguera iniciaram as operações, atendendo os municípios de Trindade, Goianira e Senador Canedo através de suas respectivas rodovias principais. Com a implantação do BRT Norte-Sul em 2024, foi realizada uma reformulação operacional do serviço, além de uma reestruturação nos terminais e estações do BRT Leste-Oeste com incentivo do Governo do Estado de Goiás.

## Linhas
O Sistema Metropolitano BRT opera 14 linhas do sistema de transporte público da Região Metropolitana de Goiânia, sendo 9 no BRT Leste-Oeste e 5 no BRT Norte-Sul. Todas as concessionárias da RMTC Goiânia tem permissão de atuar em quaisquer linhas existentes na operação.
| BRT Leste-Oeste (Eixo Anhanguera) | BRT Leste-Oeste (Eixo Anhanguera)                  | BRT Leste-Oeste (Eixo Anhanguera) | BRT Leste-Oeste (Eixo Anhanguera)                | BRT Leste-Oeste (Eixo Anhanguera)       |
| Linha                             | Itinerário                                         | Serviço                           | Atendimento                                      | Operação                                |
| --------------------------------- | -------------------------------------------------- | --------------------------------- | ------------------------------------------------ | --------------------------------------- |
| 110                               | Terminal Padre Pelágio / Terminal Senador Canedo   | Regular                           | 6 terminais, 19 estações e 38 pontos de embarque | Diariamente e durante o período noturno |
| 111                               | Terminal Senador Canedo / Terminal Bíblia          | Expresso                          | 3 terminais, 4 estações e 38 pontos de embarque  | Dias úteis, durante os horários de pico |
| 112                               | Terminal Trindade / Terminal Bíblia                | Regular                           | 7 terminais, 19 estações e 54 pontos de embarque | Diariamente                             |
| 113                               | Terminal Novo Mundo / Terminal Goianira            | Regular                           | 6 terminais, 19 estações e 77 pontos de embarque | Diariamente                             |
| 115                               | Direto - Terminal Vera Cruz / Terminal Praça A     | Expresso                          | 4 terminais e 6 estações                         | Dias úteis, durante os horários de pico |
| 116                               | Terminal Vera Cruz / Terminal Novo Mundo           | Regular                           | 6 terminais, 19 estações e 24 pontos de embarque | Diariamente                             |
| 117                               | Terminal Padre Pelágio / Terminal Novo Mundo       | Regular                           | 5 terminais e 19 estações                        | Dias úteis                              |
| 118                               | Rodovia GO-070 / Terminal Praça A                  | Expresso                          | 3 terminais, 6 estações e 73 pontos de embarque  | Dias úteis, durante os horários de pico |
| 120                               | Direto - Terminal Senador Canedo / Terminal Bíblia | Expresso                          | 3 terminais, 4 estações e 2 pontos de embarque   | Dias úteis, durante os horários de pico |

| BRT Norte-Sul | BRT Norte-Sul                                      | BRT Norte-Sul | BRT Norte-Sul                                    | BRT Norte-Sul                           |
| Linha         | Itinerário                                         | Serviço       | Atendimento                                      | Operação                                |
| ------------- | -------------------------------------------------- | ------------- | ------------------------------------------------ | --------------------------------------- |
| NS1           | Terminal Veiga Jardim / Terminal Paulo Garcia      | Regular       | 4 terminais, 14 estações e 44 pontos de embarque | Diariamente                             |
| NS2           | Terminal Veiga Jardim / Terminal Paulo Garcia      | Expresso      | 4 terminais, 7 estações e 44 pontos de embarque  | Dias úteis, durante os horários de pico |
| NS3           | Parque Atheneu / Terminal Paulo Garcia             | Regular       | 3 terminais, 14 estações e 51 pontos de embarque | Diariamente                             |
| NS4           | Terminal Recanto do Bosque / Praça Cívica          | Regular       | 3 terminais e 19 estações                        | Diariamente                             |
| NS5           | Terminal Recanto do Bosque / Terminal Paulo Garcia | Expresso      | 3 terminais e 14 estações                        | Dias úteis, durante os horários de pico |